# 1987年のスポーツ
1987年のスポーツ（1987ねんのスポーツ）では、1987年（昭和62年）のスポーツ関連の出来事についてまとめる。

## できごと
- 4月9日 - 日本初の女子ゴルフ学校、日本女子ゴルフ学校誕生
- 5月22日 - 第1回ラグビーワールドカップ開幕
- 5月27日 - 大相撲の北勝海信芳、横綱昇進、小錦八十吉は外国人力士初の大関に昇進
- 6月 - 中学生の国体参加を中体連が正式承認
- 8月1日 - マイク・タイソン、IBFヘビー級王者トニー・タッカーを破り、3団体統一チャンピオンに
- 8月30日 - 世界陸上競技選手権大会男子100mでカナダのベン・ジョンソンが9秒83の世界新記録樹立（のちに筋肉増強剤の使用が発覚し、取り消し）
- 9月30日 - 大相撲の大乃国康、横綱昇進
- 10月22日 - 日本プロ野球広島カープの衣笠祥雄、現役引退
- 10月26日 - 沖縄県海邦国体ソフトボール少年男子競技開会式で日の丸が焼き捨てられる事件が発生
- 11月14日 - 国際トライアスロン連盟設立
- 12月31日 - 大相撲の横綱双羽黒光司、親方と対立し廃業

## 総合競技大会
- 第11回世界ろう者冬季競技大会（2月7日～14日・ノルウェー・オスロ） - 日本の獲得メダル:なし
- 第13回冬季ユニバーシアード（2月21日～28日・チェコスロバキア・ストラプスケプレソ） - 日本の獲得メダル:金0、銀1、銅0
- 第14回夏季ユニバーシアード（7月8日～19日・ユーゴスラビア・ザグレブ） - 日本の獲得メダル:金3、銀3、銅6
- 第7回スペシャルオリンピックス夏季世界大会（7月31日～8月8日・アメリカ・サウスベンド）
- 第42回海邦国体（冬季スケート・アイスホッケー - 長野県・1月27日～30日、冬季スキー・バイアスロン - 長野県・2月19日～22日 - 、夏季 - 沖縄県・9月20日～23日、秋季 - 沖縄県・10月25日～30日）
天皇杯順位:優勝 沖縄県、第2位 東京都、第3位 大阪府
皇后杯順位:優勝 沖縄県、第2位 愛知県、第3位 東京都

## アイスホッケー
- スタンレーカップ決勝（1986-1987シーズン）
エドモントン・オイラーズ （4勝3敗） フィラデルフィア・フライヤーズ

## アメリカンフットボール

### NFL
- AFCチャンピオンシップゲーム（1月11日、クリーブランド・スタジアム）
デンバー・ブロンコス 23 - 20 クリーブランド・ブラウンズ
- NFCチャンピオンシップゲーム（1月11日、ジャイアンツ・スタジアム）
ニューヨーク・ジャイアンツ 17 - 0 ワシントン・レッドスキンズ
- 第21回スーパーボウル（1月25日、カリフォルニア州ローズボウル）
ニューヨーク・ジャイアンツ (NFC、初優勝) 39-20 デンバー・ブロンコス (AFC)

### 日本の大会
- 第40回ライスボウル(1月3日、国立霞ヶ丘競技場陸上競技場）
京都大学ギャングスターズ(学生代表) 35-34 レナウンローバーズ(社会人代表）
- 第1回東京スーパーボウル(12月6日、横浜スタジアム）
レナウンローバーズ 31 - 28 シルバースター
- 第42回毎日甲子園ボウル(12月13日、兵庫県西宮市・阪神甲子園球場）
京都大学ギャングスターズ(関西学生代表) 41-17 日本大学フェニックス(関東学生代表)

## 大相撲
- 一月場所（両国国技館・11日～25日）
幕内最高優勝 : 千代の富士貢（12勝3敗,20回目）
十両優勝 : 栃纒勇光（10勝5敗）
- 三月場所（大阪府立体育会館・8日～22日）
幕内最高優勝 : 北勝海信芳（12勝3敗,2回目）
十両優勝 : 隆三杉貴士（13勝2敗）
- 五月場所（両国国技館・10日～24日）
幕内最高優勝 : 大乃国康（15戦全勝,初）
十両優勝 : 大乃花武虎（11勝4敗）
- 七月場所（愛知県体育館・5日～19日）
幕内最高優勝 : 千代の富士貢（14勝1敗,21回目）
十両優勝 : 舛田山靖仁（11勝4敗）
- 九月場所（両国国技館・13日～27日）
幕内最高優勝 : 北勝海信芳（14勝1敗,3回目）
十両優勝 : 大乃花武虎（13勝2敗）
- 十一月場所（福岡国際センター・8日～22日）
幕内最高優勝 : 千代の富士貢（15戦全勝,22回目）
十両優勝 : 鳳凰倶往（12勝3敗）
- 年間最優秀力士賞：千代の富士貢（71勝15敗4休）
- 年間最多勝：北勝海信芳（72勝18敗）

## 競馬

### 日本のGI競走
中央競馬
- 桜花賞（阪神・4月12日） 優勝：マックスビューティ、騎手：田原成貴
- 皐月賞（中山・4月19日） 優勝：サクラスターオー、騎手：東信二
- 天皇賞（春）（京都・4月29日） 優勝：ミホシンザン、騎手：柴田政人
- 安田記念（東京・5月17日) 優勝：フレッシュボイス 騎手：柴田政人
- 優駿牝馬（オークス）（東京・5月24日) 優勝：マックスビューティ、騎手：田原成貴
- 東京優駿（日本ダービー）（東京・5月31日) 優勝：メリーナイス、騎手：根本康広
- 宝塚記念（阪神・6月14日) 優勝：スズパレード、 騎手：蛯沢誠治
- 天皇賞（秋）（東京・11月1日） 優勝：ニッポーテイオー、騎手：郷原洋行
- 菊花賞（京都・11月8日） 優勝：サクラスターオー、騎手：東信二
- エリザベス女王杯（京都・11月15日） 優勝：タレンティドガール、騎手：蛯沢誠治
- マイルチャンピオンシップ（京都・11月22日） 優勝：ニッポーテイオー、騎手：郷原洋行
- ジャパンカップ（東京・11月29日） 優勝：ルグロリュー、騎手：アラン・ルクー
- 朝日杯3歳ステークス（中山・12月20日） 優勝：サクラチヨノオー、騎手：小島太
- 阪神3歳ステークス（阪神・12月20日） 優勝：サッカーボーイ、騎手：内山正博
- 有馬記念（中山・12月27日） 優勝：メジロデュレン、騎手：村本善之

### JRA賞
- 年度代表馬・最優秀4歳牡馬 サクラスターオー
- 最優秀3歳牡馬 サッカーボーイ
- 最優秀3歳牝馬 シノクロス
- 最優秀4歳牝馬 マックスビューティ
- 最優秀5歳以上牡馬・最優秀短距離馬 ニッポーテイオー
- 最優秀5歳以上牝馬 ダイナアクトレス
- 最優秀父内国産 ミホシンザン
- 最優秀ダートホース 該当馬無し
- 最優秀障害馬 該当馬無し
- 最優秀アラブ アキヒロホマレ
- 騎手大賞・最多勝利騎手・最高勝率騎手・最多賞金獲得騎手 岡部幸雄

## 競輪
- 第40回日本選手権競輪（千葉競輪場）：優勝 清嶋彰一（東京）
- 第38回高松宮杯競輪（大津びわこ競輪場）：優勝 滝澤正光（千葉）

滝澤は高松宮杯競輪史上2人目の3連覇を達成。
- 第3回全日本選抜競輪（京都向日町競輪場）：優勝 滝澤正光（千葉）
- 第30回オールスター競輪（宇都宮競輪場）：優勝 滝澤正光（千葉）

滝澤は史上3人目となる、特別競輪3連覇を達成。
- 第29回競輪祭（小倉競輪場）

全日本競輪王決定戦：優勝 中野浩一（福岡）
全日本新人王決定戦：優勝 鈴木誠（千葉）
- KEIRINグランプリ'87（平塚競輪場）：優勝 滝澤正光（千葉）

## ゴルフ

### 世界4大大会（男子）
- マスターズ優勝者：ラリー・マイズ（アメリカ）
- 全米オープン優勝者：スコット・シンプソン（アメリカ）
- 全英オープン優勝者：ニック・ファルド（イギリス）
- 全米プロゴルフ優勝者：ラリー・ネルソン（アメリカ）

マスターズ優勝者のマイズは、大会開催地オーガスタの出身である。

### 世界4大大会（女子）
- ナビスコ・ダイナ・ショア大会優勝者：ベッツィ・キング（アメリカ）
- 全米女子プロゴルフ優勝者：ジェーン・ゲッジズ（アメリカ）
- 全米女子オープン優勝者：ローラ・デービース（イギリス）
- デュモーリエ・クラシック優勝者：ジョディ・ローゼンタール（アメリカ）

日本の岡本綾子が、全米女子オープンで3人の選手によるプレーオフに敗れ、またもやメジャー優勝を逃す。

### 日本
- 賞金王（男子）：デビッド・イシイ
- 賞金女王：大迫たつ子

## サッカー
- 天皇杯全日本サッカー選手権大会決勝
読売クラブ 2-1 日本鋼管
- 日本サッカーリーグ
1部（1986-1987シーズン）優勝:読売クラブ
2部優勝:全日空クラブ

## 自転車競技

### トラックレース
- 世界選手権トラック競技（オーストリア・ウィーン）
プロスプリント優勝：俵信之
前年までの中野浩一の10連覇に続き、日本選手の11連覇となる。
プロケイリン優勝：本田晴美

### ロードレース
- 第70回ジロ・デ・イタリア
総合優勝：ステファン・ロッシュ（アイルランド）
- 第74回ツール・ド・フランス
総合優勝：ステファン・ロッシュ（アイルランド）
- ロード世界選手権（オーストリア・フィラッハ）
男子優勝：ステファン・ロッシュ（アイルランド）

ロッシュが、エディ・メルクスに続いて2人目のトリプルクラウンを達成。

## テニス

### グランドスラム
- 全豪オープン 男子単優勝：ステファン・エドベリ（スウェーデン）、女子単優勝：ハナ・マンドリコワ（チェコスロバキア）
- 全仏オープン 男子単優勝：イワン・レンドル（チェコスロバキア）、女子単優勝：シュテフィ・グラフ（西ドイツ）
- ウィンブルドン 男子単優勝：パット・キャッシュ（オーストラリア）、女子単優勝：マルチナ・ナブラチロワ（アメリカ）
- 全米オープン 男子単優勝：イワン・レンドル（チェコスロバキア）、女子単優勝：マルチナ・ナブラチロワ（アメリカ）

全豪オープンの開催時期が、この年から現在の1月開催に変更される。（1985年12月 → 1987年1月）レンドルは当時まだチェコスロバキア国籍。ナブラチロワのウィンブルドン選手権「6連覇」はこの年まで。全仏オープンで当時17歳11ヶ月のグラフが初優勝を飾り、8月16日に世界ランキング1位へ躍進する。

## プロレス
- プロレス大賞MVP:天龍源一郎（全日本プロレス）2年連続
- IWGPチャンピオンシリーズ（新日本プロレス）優勝：アントニオ猪木（4年連続）

　翌年からタイトル化され初代王者にアントニオ猪木が認定された。
- 世界最強タッグ決定リーグ戦（全日本プロレス） 優勝：ジャンボ鶴田&谷津嘉章「五輪コンビ」組（初優勝）

## モータースポーツ

### 世界
- F1世界選手権
  - ドライバーズ:ネルソン・ピケ
  - コンストラクターズ:ウィリアムズ・ホンダ
- 世界ラリー選手権（WRC）
  - ドライバーズ:ユハ・カンクネン
  - メイクス:ランチャ
- 世界スポーツプロトタイプカー選手権（WSPC）
  - ドライバーズ:ラウル・ボーセル
  - チームズ:シルクカット・ジャガー
- 世界ツーリングカー選手権（WTC）
  - ドライバーズ:ロベルト・ラヴァーリア
  - チームズ:フォード・テキサコ・レーシングチーム
- ロードレース世界選手権（WGP）
  - 500ccクラス：ワイン・ガードナー（ホンダ）
  - 250ccクラス：アントン・マンク（ホンダ）
  - 125ccクラス：ファウスト・グレシーニ（ガレリ）
  - 80cc：ホルヘ・マルチネス（デルビ）

### 日本
- 全日本F3000選手権　星野一義
- 富士グランチャンピオンレース　星野一義
- 全日本スポーツプロトタイプカー耐久選手権　高橋国光
- 全日本ツーリングカー選手権　長坂尚樹

## ラグビー
- 第1回ラグビーワールドカップ決勝
 ニュージーランド 29-9  フランス
- 日本選手権決勝
トヨタ自動車 26-6 大東文化大学

## 誕生
- 1月12日 - 佐藤久佳（北海道、水泳）
- 1月20日 - マルコ・シモンチェリ（イタリア、オートバイレーサー）
- 1月24日 - ルイス・スアレス (1987年生のサッカー選手)（ウルグアイ、サッカー）
- 1月25日 - マリア・キリレンコ（ロシア、テニス）
- 2月4日 - 鮫島良太（佐賀県、競馬）
- 2月8日 - カロリーナ・コストナー（イタリア、フィギュアスケート）
- 3月2日 - 横山友美佳（中国→日本、バレーボール、+2008年）
- 3月5日 - アンナ・チャクベタゼ（ロシア、テニス）
- 3月12日 - ジェシカ・ハーディ（アメリカ、水泳）
- 3月15日 - エリック・デッカー（アメリカ、アメリカンフットボール）
- 3月25日 - 織田信成（大阪府、フィギュアスケート）
- 4月19日 - マリア・シャラポワ（ロシア、テニス）
- 4月19日 - ジョー・ハート（イギリス、サッカー）
- 5月1日 - シャハー・ピアー（イスラエル、テニス）
- 5月3日 - 川満陽香理（沖縄県、ゴルフ）
- 5月4日 - フランセスク・ファブレガス（スペイン、サッカー）
- 5月4日 - ホルヘ・ロレンソ（スペイン、オートバイレーサー）
- 5月7日 - 林彰洋（東京都、サッカー）
- 5月11日 - 槙野智章（広島県、サッカー）
- 5月11日 - モニカ・ロシュ（ルーマニア、体操）
- 5月15日 - アンディ・マレー（イギリス、テニス）
- 5月15日 - 西山貴浩（福岡県、競艇）
- 5月20日 - ハーフナー・マイク（広島県、サッカー）
- 5月22日 - ノバク・ジョコビッチ（セルビア、テニス）
- 5月24日 - ファビオ・フォニーニ（イタリア、テニス）
- 5月27日 - 桑原悠（長崎県、競艇）
- 6月3日 - 松本晶恵（群馬県、競艇）
- 6月5日 - キャシー・リード（アメリカ→日本、フィギュアスケート）
- 6月12日 - 高野人母美（東京都、ボクシング）
- 6月16日 - 鮫島彩（栃木県、サッカー）
- 6月24日 - リオネル・メッシ（アルゼンチン、サッカー）
- 6月25日 - アリッサ・シズニー（アメリカ、フィギュアスケート）
- 7月3日 - セバスチャン・ベッテル（ドイツ、レーシングドライバー）
- 7月7日 - 平高奈菜（愛媛県、競艇）
- 7月11日 - 茅原悠紀（岡山県、競艇）
- 7月15日 - 大儀見優季（神奈川県、サッカー）
- 8月7日 - シドニー・クロスビー（カナダ、アイスホッケー）
- 8月14日 - ティム・ティーボウ（フィリピン、アメリカンフットボール）
- 8月20日 - カタリナ・ポノル（ルーマニア、体操）
- 8月24日 - 早川漣（韓国→日本、アーチェリー）
- 8月29日 - 重友梨佐（岡山県、マラソン）
- 9月2日 - スコット・モイア（カナダ、フィギュアスケート）
- 9月6日 - アンナ・パヴロワ（ロシア、体操）
- 9月9日 - アンドレア・ペトコビッチ（ドイツ、テニス）
- 9月11日 - 松本薫（石川県、柔道）
- 9月12日 - ヤロスラワ・シュウェドワ（カザフスタン、テニス）
- 9月13日 - ツベタナ・ピロンコバ（ブルガリア、テニス）
- 9月28日 - 内田翔（群馬県、水泳）
- 9月30日 - 滝川真由子（愛知県、競艇）
- 10月1日 - ギタウ・ダニエル（ケニア、陸上競技）
- 10月3日 - 北川麻美（埼玉県、水泳）
- 10月15日 - 阪口夢穂（大阪府、サッカー）
- 10月26日 - 今井メロ（大阪府、スノーボード）
- 11月4日 - チャオズ箕輪（栃木県、ボクシング）
- 11月6日 - アナ・イバノビッチ（セルビア、テニス）
- 11月22日 - 有村智恵（熊本県、ゴルフ）
- 12月12日 - シン・サンウ (韓国、アイスホッケー)
- 12月15日 - 柏木陽介（兵庫県、サッカー）
- 12月16日 - アリーナ・コジッチ（ウクライナ、体操）
- 12月18日 - 安藤美姫（愛知県、フィギュアスケート）
- 12月20日 - 安田理大（大阪府、サッカー）
- 12月31日 - エミリ・ルパンネ（フランス、体操）

## 死去
- 1月10日 - ヘーケン・マルムロート（スウェーデン、水泳、*1909年）
- 1月16日 - 藤田省三（兵庫県、野球、*1908年）
- 2月12日 - 牧野正蔵（静岡県、水泳、*1915年）
- 4月1日 - アンリ・コシェ（フランス、テニス、*1901年）
- 4月21日 - 中島治康（長野県、野球、*1910年）
- 6月7日 - 呉昌征（台湾、野球、*1916年）
- 7月27日 - トラビス・ジャクソン（アメリカ、野球、*1903年）
- 9月5日 - 芥田武夫（兵庫県、野球、*1903年）
- 10月18日 - ロデリク・メンツェル（チェコスロバキア→ドイツ、テニス、*1907年）
- 11月6日 - アルネ・ボリ（スウェーデン、水泳、*1901年）
- 11月18日 - ジャック・アンクティル（フランス、自転車競技、*1934年）
- 11月27日 - ベーブ・ハーマン（アメリカ、野球、*1903年）